# Leptothyra
Leptothyra is een geslacht van weekdieren uit de klasse van de Gastropoda (slakken).

## Soorten
- Leptothyra benthicola Marshall, 1979
- Leptothyra candida (Pease, 1861)
- Leptothyra filifer (Deshayes, 1863)
- Leptothyra grossa Feng, 1996
- Leptothyra kermadecensis Marshall, 1979
- Leptothyra nanina (Souverbie in Souverbie & Montrouzier, 1864)
- Leptothyra rubens Melvill & Standen, 1903